# Contea di Jackson (Kentucky)
La contea di Jackson (in inglese Jackson County) è una contea dello Stato del Kentucky, negli Stati Uniti. La popolazione al censimento del 2000 era di 13 495 abitanti. Il capoluogo di contea è McKee.